# KBS N Sports
KBS N Sports (korejsky KBS N 스포츠) je jihokorejská kabelová stanice, vysílající dramata. Je provozována společností KBS N, která je přidružená ke KBS. Vysílání bylo zahájeno 2. února 2002.

## Slogan
- Sportovní kanál (KBS SKY Sports)
- Korejský reprezentativní sportovní kanál (KBS N Sports)
- Více než sport (KBS N Sports)

## Aktuální hlasatelé

### Moderátoři
- Kwon Song-uk (권성욱); od roku 2001
- Kang Džun-hjong (강준형); od roku 2002
- I Ki-ho (이기호); od roku 2003
- Kang Song-čchol (강성철); od roku 2009
- Kim Ki-ung (김시웅); od roku 2009
- Šin Sung-džun (신승준); od roku 2009
- I Ho-gun (이호근); od roku 2012
- O Hjo-džu (오효주); od roku 2014
- Čo Un-dži (조은지); od roku 2016
- I Tong-gun (이동근); od roku 2022

### Komentátoři
| sport                 | komentátoři                                                                               |
| --------------------- | ----------------------------------------------------------------------------------------- |
| Fotbal                | Kim Te-gil, Pak Čchan-ha, Čang Jong-hun, Čchoi Kjong-šik, Han Čun-hui                     |
| Baseball              | Kim Tche-kjun, Pak Jong-tchek, Jom Kjong-jop, Ju Hui-kwan, Čang Song-ho                   |
| Volejbal              | Kim Sa-ni, Kim Sang-u, Kim Se-džin, Kim Jo-han, I Se-ho, I Suk-dža, Han Ju-mi, Pak Mi-hui |
| Basketbal             | Kim Un-hje, Son Te-bom, An Tok-su                                                         |
| Tenis                 | Kim Song-be, Pak Jong-guk, Im Kju-tche                                                    |
| Box                   | Pjon Čong-il                                                                              |
| Kickbox               | Kim Nam-hun, I Čong-su, Im Čchi-bin                                                       |
| Širum (korejské Sumó) | Šin Mjong-su, I Tche-hjon                                                                 |
| Judo                  | Kim Pjong-džu                                                                             |
| Maraton               | I Ui-su                                                                                   |
| Lehká atletika        | Kim Kon-u                                                                                 |
| Krasobruslení         | Kwak Min-džong                                                                            |

#### Sesterské kanály
- KBS Joy
- KBS Story
- KBS Life
- KBS Kids
- KBS Drama

#### Kanály se stejným zaměřením
- SBS Sports
- MBC Sports +
- JTBC Golf & Sports
- JTBC Golf
- SBS Golf
- SPOTV
- SPOTV2
- IB SPORTS
- sky Sports (jihokorejský televizní kanál)